# مجموعة خليلي للكيمونو
مجموعة خليلي للكيمونو هي مجموعة خاصة تضم أكثر من 450 كيمونو ياباني جمعها الباحث البريطاني والمجمع والمحسن ناصر د. خليلي. وهي واحدة من ثماني مجموعات جمعها ونشرها وعرضها خليلي وتعتبر كل منها من بين أهم المجموعات في مجالاتها الخاصة.
تتضمن مجموعة خليلي للكيمونو كيمونو رسمي وشبه رسمي وغير رسمي مصنوعين للرجال والنساء والأطفال مما يوضح تطور الكيمونو عن طريق القطع والبناء والمواد والتقنيات الزخرفية من القرن السابع عشر إلى القرن العشرين حيث يمثل الكيمونو فترة إيدو وفترة ميجي وفترة تايشو وفترة شووا. لا يعرض الكيمونو داخل المجموعة بصفة دائمة ولكن يعار بصفة دورية أو يُتبرع به جزئيًا للمؤسسات الثقافية، بما في ذلك متاحف الكرملين في موسكو ومتحف فيكتوريا وألبرت في لندن. يصف خليلي -الذي يمتلك أيضًا مجموعة من الفن الياباني من عصر ميجي- الكيمونو بأنه: "واحد من عجائب الدنيا". حيث بدأ مجموعة الكيمونو بهدف جمع وفهرسة الأعمال الثقافية التي لم تكن تُجمع بنشاط بالفعل.

## الكيمونو
"كيمونو" تعني حرفيًا "شيء يُرتدى على الكتفين" وكان يُشار في الأصل إلى الملابس بصفة عامة وليس إلى ثوب محدد. قدمت الملابس المشابهة للكيمونو لأول مرة إلى اليابان في القرن السابع بناءً على التفاعل المتكرر بين اليابان والصين. وقد أدى تبادل المبعوثين بين البلدين إلى تبني البلاط الإمبراطوري الياباني للثقافة الصينية بما في ذلك -من بين أمور أخرى- الملابس التي تتكون من ملابس ملفوفة من الأمام بأكمام طويلة ذات رقبة مغلقة ورقبة مفتوحة. وأدى توقف البعثات الدبلوماسية في فترة هييان إلى تطورٍ مستقلٍّ أقوى للثقافة اليابانية بما في ذلك تطوير الملابس إلى زيٍّ يُشبه الكيمونو يُعرف باسم كوسودي. لكن بمرور الوقت أصبح كوسودي الزيّ السائد في اليابان وتطور من فترة أزوتشي-موموياما فصاعدًا إلى الزيّ المعروف باسم الكيمونو اليوم.
يصنع الكيمونو من خيوط طويلة ورفيعة من القماش تُعرف باسم تانمونو وتُخيط بدرزات مستقيمة في الغالب وتُربط معًا برباطات صغيرة تُعرف باسم كوشيهيمو وحزام أوبي. في حين تُؤكد أنماط الملابس الغربية على جسد مرتديها فإن الكيمونو يتميز بشكل حرف تي ويُخفي المزيد من جسد مرتديه ولكنه يوفر -على الظهر وعلى طول الحافة- مساحة كبيرة للزخرفة بالأنماط أو الزخارف. كما يُزين الكيمونو عادةً بزخارف ذات أهمية موسمية أو ثقافية أو دينية مع وجود بعض المجموعات الميمونة من الزخارف -مثل أصدقاء الشتاء الثلاثة- والتي تُرى عادةً على الكيمونو الذي يُرتدى في المناسبات الرسمية مثل حفلات الزفاف. قد تشير الزخارف أيضًا إلى الفولكلور أو الأدب الكلاسيكي أو الثقافة الشعبية وتتضمن أحيانًا تورية بصرية. ويختلف الكيمونو قليلاً في التصميم للرجال والنساء والأطفال ويمكن أن يشير اختيار القماش واللون والتقنيات الزخرفية إلى عمر مرتديه وجنسه ورسمية المناسبة و-في حالات أقل شيوعًا- الحالة الاجتماعية. أيضاً توجد اختلافات في نوع القماش والوزن والبطانة في المواسم المختلفة حيث يرتدون كيمونو غير مبطن وأحيانًا شفاف في الصيف.
على عكس الاعتقاد السائد فإن التنوع والتجريب الواضح في تاريخ الكيمونو يُظهر أن الكيمونو كان -ولا يزال حتى يومنا هذا- نظامًا وصناعة للأزياء مع أنماطه واتجاهاته الشعبية المتغيرة بسرعة في حين كان يُعتقد سابقًا أنه ظاهرة غربية.

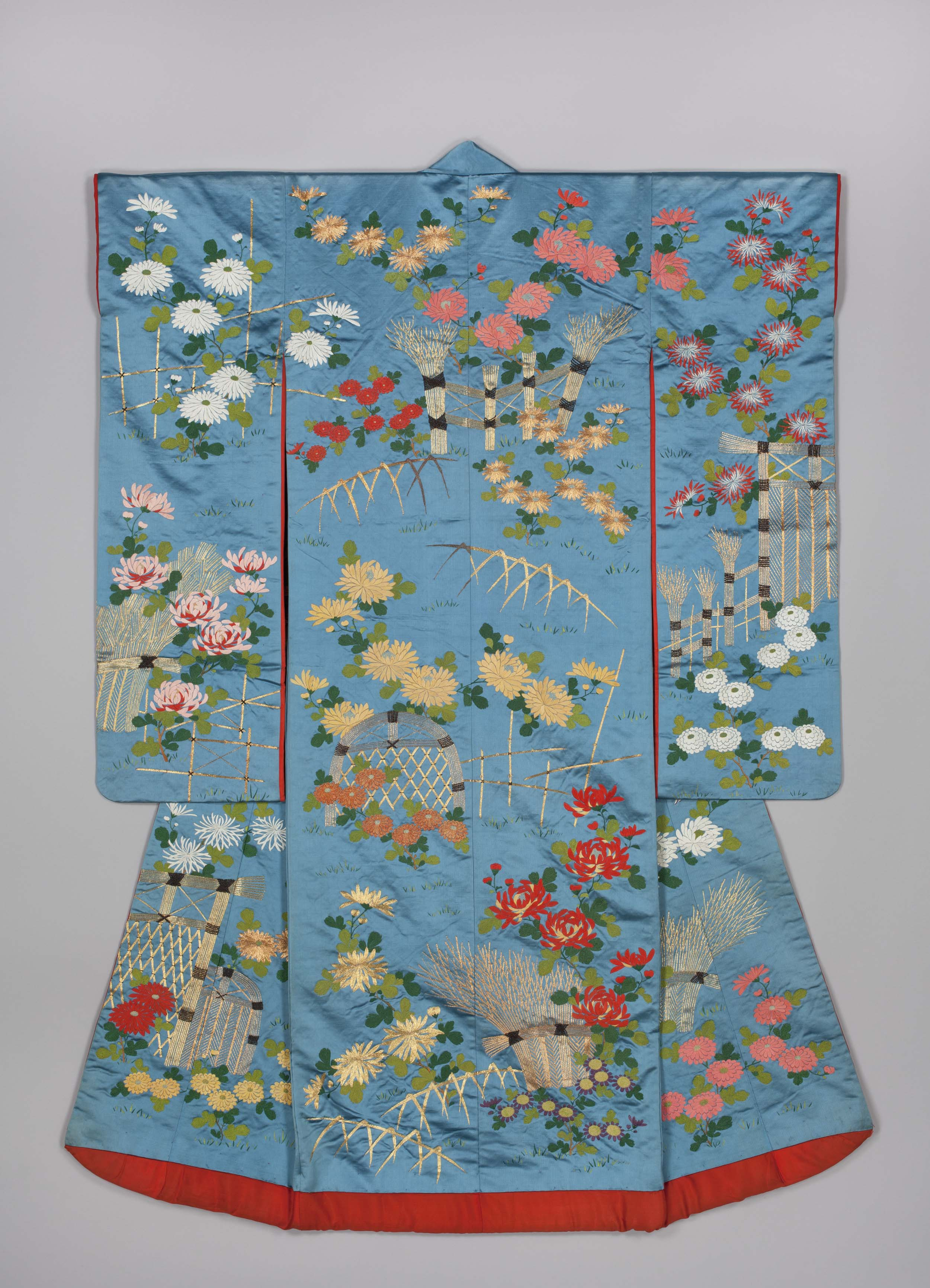
كيمونو فوقي لشابة من الطبقة الراقية في اليابان 1840-1870

تشمل الأشكال المختلفة للكيمونو الممثلة في مجموعة خليلي فوريسوده ("الأكمام المتأرجحة" كيمونو رسمي للشابات) كوسوده ("الأكمام القصيرة" المصطلح المستخدم لجميع أشكال الملابس ذات الأكمام القصيرة قبل استخدام كلمة "كيمونو") أوتشيكاكي (كيمونو خارجي رسمي ترتديه العرائس بدون حزام في حفلات الزفاف عادةً).

## فترة إيدو (1603–1868)
تتضمن المجموعة الكيمونو والملابس ذات الصلة من فترة إيدو والتي شهدت ظهور مجموعة واسعة من التصاميم والتقنيات الزخرفية وخاصة الكيمونو المصمم للنساء. مع أن المستهلكين الرئيسيين للكيمونو الباهظ الثمن والمزخرف في بداية فترة إيدو كانوا الطبقة العسكرية الذين استخدموا الملابس الباذخة وغيرها من الكماليات للدلالة على مكانتهم في التسلسل الاجتماعي إلا أن صعود طبقات التجار الأثرياء طوال بقية فترة إيدو غذى طلب الطبقة الدنيا على الملابس المتقنة بدرجة متزايدة. وشمل ذلك تطوير أساليب متطورة للنسيج والصباغة والتطريز مع اعتماد النساء تحديدًا تصاميم أكثر إشراقًا وجرأة في ملابسهن، في العصور السابقة كان مظهر كيمونو الرجال والنساء متشابهًا نسبيًا. مع أن النساء كنّ ينسجن ويخيطن الكيمونو اليومي في المنزل إلا أن أكثر نماذج الكيمونو تفصيلًا التي أُنتجت خلال هذه الفترة صُممت وصُنعت على يد حرفيين وفنانين متخصصين كانوا عادةً من الرجال.
تتميز الملابس غير المخصصة لطبقات الساموراي في المجموعة بزخارف غنية من الخصر إلى الأسفل فقط مع شعارات عائلية على الرقبة والكتفين وهو أسلوب يُعرف باسم تسوما مويو. وكانت ترتديها نساء طبقة التجار الذين في السنوات اللاحقة ارتدوا كيمونو أكثر هدوءًا من كيمونو الساموراي مع اتباع نفس اتجاهات الألوان والتصميمات الطبيعية، لكن مع تقديم مراسيم الملابس المصممة لقمع التجار والطبقات الاجتماعية الدنيا طوال فترة إيدو تطور أسلوب جمالي يُعرف باسم إيكي والذي يركز على العروض الخافتة للرفاهية والثروة على العرض الواضح للمال الذي يظهر بناء على الملابس التي ترتديها طبقات الساموراي. كما أصبح اللون الأحمر لونًا شائعًا لدى نساء الطبقة التجارية ويرجع ذلك جزئيًا إلى ارتباطه الثقافي بالشباب والعاطفة وجزئيًا بسبب صبغته الباهظة الثمن المشتقة من القرطم، وكان الثوب الأحمر الساطع بمثابة عرض فخم للثروة من الأمثلة على ذلك ما عُثر عليه في جميع أنحاء المجموعة. ويرتدي التجار الأقل ثراءً من الطبقات الاجتماعية الدنيا الكيمونو المصنوع من القطن أو الرامي والمصبوغ بصبغة النيلي بتصاميم أقل كثافة ولكنه لا يزال يتميز بتنوع الأصباغ والأنماط والتقنيات.
بالإضافة إلى قطع الطبقة التجارية تتضمن المجموعة أيضًا أمثلة على كيمونو رسمي لنساء الساموراي، ومع الصلة العسكرية فإن هذه القطع منقوشة بالزهور أو الأنماط الهندسية أو الزخارف مثل السحب أو الأمواج.ومع ذلك فإن بعض الأمثلة داخل المجموعة تُظهر الوضع العسكري للساموراي كما يتضح على سبيل المثال بناء على كيمونو أحمر لامع مُزين بمراوح حرب جانباي.كان رجال الساموراي يرتدون عادةً ملابس ذات طابع أكثر بساطة ويتجلى ذلك في العناصر الموجودة في المجموعة التي تتميز بتصميمات هندسية تتركز حول الخصر.
يوجد نوع آخر من الكيمونو خاص بالنخبة العسكرية وهو "غوشدوكي" أو "أسلوب بلاط القصر" والذي كان يُرتدى في مقر إقامة القائد العسكري (شوغون أو داي-ميو). وتميزت هذه الكيمونو -التي ظهرت أيضًا في المجموعة- بمشاهد طبيعية مصحوبة عادةً بزخارف مستوحاة من الأدب الكلاسيكي ورموز مستوحاة من قصص انتشرت بين الطبقات العليا نتيجة لمسرحيات نو.
وتضم المجموعة أيضًا بعض الأمثلة على يوغي أو كيمونو النوم المعروف أنه كان مملوكًا لعائلات الساموراي، وهو نوع من الفراش السميك القابل للارتداء يتميز يوغي الساموراي بتصميمات متقنة في الملابس المصنوعة من الحرير على النقيض من الأمثلة البسيطة والقطنية بالكامل تقريبًا التي تستخدمها الطبقات الدنيا.
تضم المجموعة أيضًا نماذج من الملابس اليابانية المُصنّعة خلال تلك الفترة باستخدام أقمشة هندية مستوردة. وقد لاقت الأقمشة الهندية التي جلبها المستوردون الهولنديون إلى اليابان استحسانًا واسعًا ووجدت استخدامات عديدة، وتتضمن المجموعة كيمونو داخليًا أنيقًا للرجال صُنع بدمج هذه الأقمشة ذات النقوش الدقيقة مع الحرير والقطن المنسوجين بأسلوب عادي وتُظهِر عناصر أخرى أن المصممين اليابانيين بدأوا في طباعة تصميمات متأثرة بالأنماط الهندية بصيغة مستقلة وأن الأقمشة المستوردة من فرنسا أو بريطانيا كانت تستخدم أيضًا في صناعة الكيمونو، وكان امتلاك هذه المنسوجات يدل على الثروة والذوق الثقافي مع أن المثال الموجود في مجموعة الكيمونو باستخدام هذه الأقمشة كان لملابس داخلية حيث لم يكن من الممكن رؤية القماش بمجرد ارتدائه.
- كيمونو للنساء (كوسوده) بتصميم مستوحى من "ثمانية مناظر لأومي" 1780–1820
- كيمونو لرجل (جوبان) استخدام الأقمشة الهندية المستوردة 1800-1850
- كيمونو خارجي لامرأة شابة من الطبقة الراقية مشهد طبيعي من (أوتشيكاكي) مع جسر وأجنحة وأكواخ من القش 1840-1870
- كيمونو صيفي لامرأة تصور منظرًا طبيعيًا مع شبكات صيد 1820-1850

## فترة ميجي (1868–1912)
كما تضم المجموعة كيمونو من فترة ميجي. اتسمت فترة ميجي باندفاعها نحو التغريب والتصنيع والذي بدأ بفتح اليابان حدودها للعالم في ستينيات القرن التاسع عشر وشهد هذا الاستيراد السريع للثقافة والملابس والتقنيات الغربية بما في ذلك إدخال الأصباغ الاصطناعية إلى اليابان، حيث اخترعت أول صبغة اصطناعية وهي الموفين في العقد السابق.
كما شهدت الحدود اليابانية المفتوحة حديثًا تصدير الثقافة اليابانية إلى الغرب حيث أصبح الكيمونو موضوعًا للفتنة. وأصبحت صناعة النسيج اليابانية تتجه بسرعة نحو الغرب في مواجهة تقنيات النسيج الأجنبية وأصبح الحرير من مصانع طوكيو هو الصادرات الأساسية لليابان.
مع ظهور التصنيع الأرخص والأسرع أصبح بإمكان المزيد من الناس الآن شراء كيمونو الحرير وأصبح المصممون قادرين على إنشاء أنماط جديدة باستخدام أساليب الإنتاج الجديدة. ومع ذلك أصدر الإمبراطور ميجي إعلانًا يروج للزي الغربي على الزي الياباني الأنثوي المزعوم وأدى ذلك إلى إدخال الملابس الغربية في المجال العام حيث اعتاد بعض الرجال ارتداء الزي الغربي في أماكن العمل (مع استمرار كل من النساء والرجال في ارتداء الكيمونو في المنزل) بينما استمرت معظم النساء في ارتداء الكيمونو في الحياة اليومية. ومع إدخال الزي الغربي لم يتحجر الكيمونو سريعًا كقطعة تقليدية ترتديها النساء وغير القادرات على تحمل تكاليف الملابس الغربية، إذ عرضت الإعلانات في اليابان حتى أربعينيات القرن العشرين كلاً من الكيمونو والزي الغربي كملابس عصرية مما يشير إلى تطور متوازي بينهما في خزانة الملابس اليابانية كقطعتي ملابس متساويتين وإن كانتا مختلفتين.
أدت الأصباغ الاصطناعية الرخيصة في العقود التالية إلى إمكانية امتلاك كل من اللون الأرجواني والأحمر -اللذين كانا مقتصرين في السابق على النخبة الثرية- بواسطة أي شخص مع أنها احتفظت بأهميتها الرمزية في تمثيل الثروة والقوة. مثلت هذه الكيمونو في المجموعة مما يوضح تطور اتجاهات فترة ميجي من الألوان الرمادية الدقيقة إلى التحول نحو تصميمات أكثر إشراقًا وحيوية في نهاية الفترة.
بدأ الكيمونو أيضًا في دمج عدد من الزخارف الغربية، ويتميز عدد من الملابس الموجودة في المجموعة بلون بسيط وجريء كما تتميز بتصميم متقن حول الحافة وهي سمة مشتركة في ملابس فترة ميجي، تتميز العديد من القطع بتدرجات لونية دقيقة من أعلى إلى أسفل الثوب وهي تقنية حققوها بناء على تقنيات الصباغة في ذلك الوقت. ومن الاتجاهات الأخرى التي تمثلها المجموعة الملابس الخارجية والداخلية من نفس التصميم مع أن هذه التقنية كانت مخصصة عادةً لأولئك الذين يستطيعون شراء كيمونو جديد تمامًا وملابس داخلية من نفس التصميم لتُصنع مرة واحدة.
ومع ذلك كانت عملية التحديث لا تزال بطيئة وكان التمثيل الأكثر شيوعًا للملابس الداخلية في فترة ميجي الموجودة في المجموعة هو كيمونو نسائي مصنوع من قطع مختلفة من القماش غالبًا بألوان وتصاميم مختلفة جذريًا، وغالبًا ما كانت هذه الكيمونو المعروفة باسم دونوكي مصنوعة من كيمونو قديم أصبح غير قابل للارتداء مما أدى في بعض الأحيان إلى رقعة معقدة ومتماثلة في كثير من الأحيان من الزخارف والأقمشة وكان استخدامًا شائعًا للكيمونو القديم حتى فترة تايشو عندما لم يعد من المجدي اقتصاديًا صنع ملابس المرء بنفسه في مواجهة الملابس الجاهزة الأرخص.بالنسبة للرجال غالبًا ما كانت ملابسهم الداخلية تتضمن مشاهد زخرفية للغاية وغنية بالصور والتي كانت تُغطى بالكامل بالكيمونو الخارجي والذي كان عادةً بسيطًا جدًا أو مصممًا بنمط بسيط ودقيق. تعرض أمثلة على ملابس الرجال الداخلية ضمن المجموعة صورًا لمؤدين وراقصين وقصائد هايكو، تجمع إحدى القطع مشاهد تُشبه البطاقات البريدية لتقدم اليابان مع مذكرات نصية من عصر ميجي.
يتجلى استخدام الألوان الجريئة والتصاميم المعقدة المستوحاة من التطورات التكنولوجية في ملابس الرضع والأطفال الصغار المعروضة في المجموعة بما في ذلك طقم كيمونو للأولاد وقميص داخلي مزين بطيور الكركي وأشجار الصنوبر وطقم للبنات يجمع بين كيمونو خارجي أزرق داكن وكيمونو داخلي أحمر فاقع. وغالبًا ما استخدمت هذه الألوان والتصاميم مواد شائعة في أزياء الكبار.
- كيمونو خارجي لامرأة شابة من الطبقة الراقية (أوتشيكاكي) يصور الصقور على أشجار الصنوبر 1870-1900
- كيمونو لامرأة (كوسوده) تُظهر أزهارًا على طوافات 1870-1900
- كيمونو خارجي لامرأة شابة راقية (أوتشيكاكي) يصور الصقور 1880-1900
- كيمونو خارجي لامرأة شابة من الطبقة الراقية (أوتشيكاكي) with مع زخارف مخطوطة معلقة 1880-1890

## فترات تايشو وأوائل شووا (1912–1950)
استمر تحديث الكيمونو وتطويره حتى أوائل القرن العشرين وعصري تايشو وشوا جالبًا معه مزيجًا من التأثيرات الثقافية الجديدة سواءً الغربية أو القومية اليابانية. يتميز الكيمونو في هذه الفترات بألوانه النابضة بالحياة وتصاميمه المتنوعة والتي غالبًا ما تكون حديثة بدرجة لا تصدق. تتميز المجموعة بعناصر توضح التداخل بين تقاليد العصور السابقة وإدخال أفكار جديدة إلى تصميمات الكيمونو المعاصرة حيث تتميز العديد منها بزخارف تقليدية مصورة بألوان جريئة ومشرقة.
وجد كل من فن الآرت نوفو وفن الديكو قبولاً ثقافياً في تصميمات الكيمونو في فترة تايشو كأسلوب كيمونو حريري غير مكلف ومتين وجاهز للارتداء يُعرف باسم مايسن (حرفيًا "أقمشة الحرير الشائعة") أصبح شائعًا للغاية لا سيما بعد زلزال كانتو الكبير المدمر عام 1923 وبعد ذلك انتشر كيمونو مايسن الجاهز للارتداء على نطاق واسع بعد فقدان العديد من ممتلكات الناس. غالبًا ما تميز كيمونو مايسن بعدد من التصاميم المصبوغة والمنسوجة بأسلوب الآرت ديكو وتراوحت أنماطه المنسوجة من البسيطة إلى المعقدة للغاية ويعرض عدد منها في المجموعة. ومن الأمثلة الشائعة على اتجاهات النسيج في ثلاثينيات القرن العشرين -والمعروضة في المجموعة- الكيمونو الأسود ذو الأنماط المنسوجة المجردة باللون الأحمر والأصفر والكريمي والأبيض.
أنتجت الملابس بكميات كبيرة من ألياف جديدة رخيصة مثل الرايون باستخدام الطباعة لتقليد عمليات الصباغة التقليدية بتكلفة زهيدة، كان كيمونو الأطفال الصغار وخاصة خلال ثلاثينيات وأربعينيات القرن العشرين مصنوعًا في كثير من الأحيان من الرايون وكان يُطبع عادةً بتصاميم حديثة منتجة بكميات كبيرة مع الصور الموجودة على كيمونو الصبي الصغير والتي تعكس هذا بدرجة كبيرة بصفة خاصة بناءً على تصميمات ناطحات السحاب والسيارات والطائرات.
تميزت الثقافة الحضرية في فترة تايشو (المعروفة باسم "تايشو الرومانية") بـ "مودانيزومو" (الحداثة) والتي استخدمت حركات الفن والأزياء الغربية المستوردة كوسيلة للتجريب داخل الثقافة اليابانية. في جوانب عديدة من الثقافة اليابانية احتدم الجدل حول الجوانب التقليدية للثقافة اليابانية في مواجهة الأنماط الغربية الجديدة. بالنسبة للكثيرين مثّلت التصاميم الجديدة والجريئة للكيمونو حلاً وسطًا مريحًا يجمع بين جوانب كليهما. بالإضافة إلى الخطوط والمربعات تضمنت هذه الأنماط الجديدة، والتي غالبًا ما تكون هندسية أيضًا استخدام الزخارف العربية والصليب المعقوف - في بعض الحالات الزخارف التقليدية المتشابكة للصليب المعقوف والمعروفة باسم سياغاتا ولكن نحو فترة شووا المبكرة علم الصليب المعقوف للرايخ الثالث بأسلوب صريح. مع صعود العسكرية اليابانية في ثلاثينيات القرن العشرين تخلوا عن العديد من الجوانب التي تبنوها سابقًا للثقافة الغربية في مواجهة موجة جديدة من القومية. تتميز المجموعة بعدد من الكيمونو ذي الطابع العسكري من الحرب العالمية الثانية والذي يصور الدبابات والسفن الحربية والطائرات. اعتمدت تصميمات الكيمونو للرجال بما في ذلك تصميمات الأولاد الصغار صورًا عسكرية صريحة بما في ذلك الجنود والقاذفات والدبابات. وكما هو شائع مع كيمونو الرجال ظهرت التصميمات على البطانة والملابس الداخلية. كان الكيمونو الذي يرتديه الأولاد الصغار أكثر عسكرية بوجه علني في الأسلوب. تحتوي المجموعة أيضًا على أمثلة من الكيمونو المعاصر ذي التصوير الفوتوغرافي العالي والذي يحتفل زخارفه بأشكال النقل الحديثة بما في ذلك السفن المحيطية.
كما مثل أسلوب هومونجي شبه الرسمي والمزخرف بالألوان في المجموعة في أمثلة من هذه الفترة الزمنية كما هو الحال مع النمط الرسمي الأسود مع الزخارف المحدودة أسفل الخصر والمعروف باسم كوروتوميسودي.
- كيمونو لفتاة صغيرة يصور الطبول والزهور 1912-1926
- كيمونو زفاف خارجي لشابة راقية (جا أوتشيكاكي), 1920–1930. Aكيمونو زفاف يُصوّر طائر الكركي أحمر التاج ويُقال إنه يرمز إلى زواج طويل الأمد.
- كيمونو لفتاة (فوريسود), 1920–1940. مثال على أنماط مُصممة باستخدام طباعة الاستنسل
- كيمونو نسائي مايسن منسوج بزخرفة ناطحة سحاب 1930-1940

## المنشورات
كانت المجموعة موضوع كتابين. كيمونو: فن وتطور الأزياء اليابانية حررته آنا جاكسون ونُشر لأول مرة باللغة الإنجليزية في عام 2015 مع ترجمات فرنسية وإيطالية. يصف الكتاب مع الصور 220 عنصرًا من المجموعة بما في ذلك مقالات تشرح كيف عكس تطور الكيمونو التغيرات السياسية والاجتماعية والثقافية في اليابان. جاكسون هو أمين القسم الآسيوي في متحف فيكتوريا وألبرت. من المقرر نشر صور الثقافة: الكيمونو الياباني 1915-1950 بقلم جاكي أتكينز في المستقبل.

## المعارض
ضمنت عناصر من المجموعة في معرض كنوز اليابان الإمبراطورية لعام 2017 في متاحف الكرملين وفي كيمونو: من كيوتو إلى عرض الأزياء في متحف فيكتوريا وألبرت في لندن في عام 2020 وهو حدث اختصر بسبب تفشي مرض كوفيد-19 في المملكة المتحدة.

## قراءة إضافية
- Khalili، David (2023). "Kimono — an interlude". The Art of Peace: Eight collections, one vision. London: Penguin Random House. ص. 131–144. ISBN:978-1-52991-818-2.

## روابط خارجية
- الموقع الرسمي